# Patiyo Tambwe
Patiyo Tambwe (sinh ngày 7 tháng 1 năm 1984) là một cựu cầu thủ bóng đá chuyên nghiệp người Cộng hòa Dân chủ Congo.
Thời còn thi đấu, anh chơi bóng ở vị trí sở trường là tiền đạo, đội bóng đầu tiên anh thi đấu tại V.League 1 là Thanh Hóa.
Tại mùa giải 2015, trong màu áo Quảng Nam, anh giành giải vua phá lưới V.League với 18 bàn. Thành tích nổi bật đó giúp anh lọt vào danh sách ứng cử viên cho danh hiệu Cầu thủ nước ngoài xuất sắc của giải thưởng Quả bóng vàng Việt Nam 2015 [2].
Mùa 2016, anh gia nhập XSKT Cần Thơ. Sau những lùm xùm với BGĐ câu lạc bộ QNK Quảng Nam, anh được đội bóng Tây Đô vung tiền tấn chiêu mộ và có 10 bàn. 
Mùa giải 2017, anh gia nhập Than Quảng Ninh. Anh góp công lớn đưa Than Quảng Ninh vào tốp 4 V.League 2017 với 10 pha lập công và giành Siêu cúp với cú đúp vào lưới Hà Nội. [3]
Mùa giải 2018, anh đã trở lại khoác áo đội bóng cũ XSKT Cần Thơ. Anh có 10 bàn sau 24 trận V League, nhưng như vậy là không đủ để kéo Cần Thơ. Kết thúc mùa giải, Cần Thơ rớt hạng.
Năm 2019, anh gia nhập Dược Nam Hà Nam Định. Tại Thiên Trường, anh được cho rằng đã luống tuổi, yếu thể lực và dứt điểm cũng không đủ tốt. Vì lẽ đó, dù đã đóng góp 4 bàn thắng và 2 pha kiến tạo sau 13 trận, tiền đạo người Congo vẫn phải rời đi ở kỳ chuyển nhượng giữa mùa. 
Chỉ sau hai buổi thử việc vỏn vẹn, ban huấn luyện Sanna Khánh Hòa BVN đã nhất trí điền tên Patiyo Tambwe vào thành phần thi đấu lượt về V.League 2019. Ở vào tình cảnh ngặt nghèo, Khánh Hoà không có được đội hình mạnh nhất khi ngoại binh Patiyo Tambwe chấn thương và ngồi ngoài. Kết thúc mùa giải, anh chỉ có thêm được 3 bàn sau 11 trận, và Khánh Hòa rớt hạng.

## Thống kê sự nghiệp

### Câu lạc bộ (tại Việt Nam)
| Câu lạc bộ                   | Mùa giải       | Giải đấu       | Giải đấu | Giải đấu | Cúp quốc gia | Cúp quốc gia | Châu lục | Châu lục | Khác | Khác | Tổng cộng | Tổng cộng |
| Câu lạc bộ                   | Mùa giải       | Hạng           | Trận     | Bàn      | Trận         | Bàn          | Trận     | Bàn      | Trận | Bàn  | Trận      | Bàn       |
| ---------------------------- | -------------- | -------------- | -------- | -------- | ------------ | ------------ | -------- | -------- | ---- | ---- | --------- | --------- |
| Thanh Hóa                    | 2013           | V.League 1     | 9        | 3        | 1            | 0            | —        | —        | —    | —    | 10        | 3         |
| Xi măng The Vissai Ninh Bình | 2014           | V.League 1     | 7        | 5        | —            | —            | 5        | 2        | 1    | 0    | 13        | 7         |
| Hùng Vương An Giang          | 2014           | V.League 1     | 11       | 3        | —            | —            | —        | —        | —    | —    | 11        | 3         |
| QNK Quảng Nam                | 2015           | V.League 1     | 25       | 18       | 1            | 0            | —        | —        | —    | —    | 26        | 18        |
| XSKT Cần Thơ                 | 2016           | V.League 1     | 22       | 10       | —            | —            | —        | —        | —    | —    | 22        | 10        |
| Than Quảng Ninh              | 2017           | V.League 1     | 19       | 10       | 2            | 1            | 4        | 1        | 1    | 2    | 26        | 14        |
| XSKT Cần Thơ                 | 2018           | V.League 1     | 24       | 10       | 1            | 0            | —        | —        | —    | —    | 25        | 10        |
| Nam Định                     | 2019           | V.League 1     | 13       | 4        | —            | —            | —        | —        | —    | —    | 13        | 4         |
| Sanna Khánh Hòa BVN          | 2019           | V.League 1     | 11       | 3        | —            | —            | —        | —        | —    | —    | 11        | 3         |
| Tổng sự nghiệp               | Tổng sự nghiệp | Tổng sự nghiệp | 141      | 66       | 5            | 1            | 9        | 3        | 2    | 2    | 157       | 72        |

Tính đến ngày 22 tháng 7 năm 2023
[a] số trận thi đấu taiAFC Cup.
[b] số trận thi đấu tại Siêu cúp Quốc gia.